# Hysni Kapo
Hysni Kapo (Tërbaç, 1915. március 4. – Párizs, Franciaország, 1979. szeptember 23.) albán kommunista politikus, katonatiszt, diplomata. Enver Hoxha és Mehmet Shehu után 1943-tól haláláig ő volt az albán párt- és államvezetés harmadik legmagasabb rangú politikusa. Azon kevesek közé tartozott Hoxha környezetéből, akik természetes halált haltak, és mindvégig a nagy hatalmú pártfőtitkár egyik legközelebbi bizalmasa maradhatott. Pályafutása alatt állandó tagja volt a párt politikai és központi bizottságának, volt miniszterelnök-helyettes (1950–1956), mezőgazdasági és begyűjtési miniszter (1951–1954), de diplomataként főszerepet vállalt a Szovjetunióval való politikai szakítás folyamatában (1960–1961), valamint a Kínával való  politikai és gazdasági kapcsolatok kiépítésében. Felesége Vito Kapo (1922–2020) kommunista politikus, könnyű- és élelmiszer-ipari miniszter volt.

## Életútja
A Himara vidéki Tërbaç faluban született, muszlim családban. Középiskolai tanulmányait a közeli Vlora kereskedelmi iskolájában végezte. Ezt követően először könyvelőként helyezkedett el, majd 1936-tól 1940-ig a vlorai állami kórházban dolgozott ápolóként. Fiatalon csatlakozott a kommunista mozgalom ifjúsági szervezetéhez. 1941. november 8-án részt vett az Albán Kommunista Párt alakuló ülésén, majd a második világháború további éveiben Vlora környékén saját partizánjai élén harcolt az ország megszállói ellen. 1943 júliusában a Nemzeti Felszabadítási Mozgalom katonai parancsnoka, Mehmet Shehu helyettesévé léptették elő, majd a Vlora környékén tevékenykedő 5. partizánbrigád politikai biztosává nevezték ki. 1944 januárjában ő kezdte meg a tárgyalásokat a brit Special Operations Executive ügynökével, Anthony Quayle-lel arról, hogy a szövetségesek fegyver- és lőszerszállítmánnyal támogassák az országot megszálló Harmadik Birodalom elleni harcot. Az ügylet végül nem vált valóra, Kapo 1944. márciusban már rosszhiszeműséggel vádolta a briteket.
A világháború lezárultával és a kommunista hatalomátvétel után, 1945-ben először bírói feladatokat látott el a háborús bűnösök és a „nép ellenségei” ellen lefolytatott különperekben. 1945. július 14-én hazája Jugoszláviába akkreditált nagykövetének nevezték ki, de 1945. december 23-án már külügyminiszter-helyettesi pozícióban volt jelen Párizsban a világháborús jóvátételi konferencián, és albán részről ő írta alá a békeszerződést. 1949-ig látta el a külügyminiszter-helyettesi feladatokat (a külügyi tárcát a párt első embere, Enver Hoxha vezette), 1950. július 5-étől Enver Hoxha, majd 1954. június 19-étől 1956. június 3-áig Mehmet Shehu kormányában látta el a miniszterelnök-helyettesi feladatokat, ezzel párhuzamosan 1951. szeptember 6-ától 1955. június 6-áig a mezőgazdasági és begyűjtési tárcát is ő vezette.
Kapo már 1943-ban az Albán Kommunista Párt központi, 1946-ban pedig politikai bizottságának teljes jogú tagja lett, és mindkét tisztségét megőrizte haláláig. Élete végéig ő volt a „hármas számú vezető”, és azon kevesek közé tartozott, akiknek pozícióját nem rendítették meg a pártvezetés sorait megritkító, a pártfőtitkár parancsára végrehajtott rendszeres tisztogatások. Enver Hoxha egyik legközelebbi bizalmasa és tanácsadója volt. 1960–1961-ben a sztálinizmus útjáról letérő, Nyikita Hruscsov vezette Szovjetunióval való szakítás egyik előkészítője és levezénylője volt. 1962 júniusában, majd 1967 elején ő vezette azt az albán pártdelegációt, amely Pekingben a Kínával való szövetséget volt hivatott szorosabbra fűzni. 1971-től a politikai bizottság szűkebb, négytagú titkárságához tartozott, feladata a pártszervezés munkájának irányítása volt.

## Családja
Hysni Kapo 1945-ben vette feleségül egyik elvtársa, Pirro Kondi leánytestvérét, asszonynevén Vito Kapót (1922–2020). Felesége maga is nagy karriert futott be a kommunista államvezetésben, 1955-től az Albán Nőszövetség elnöke, 1961-től 1991-ig a párt központi bizottságának tagja, férje halála után, 1982. november 23-ától 1990. július 7-jéig pedig könnyű- és élelmiszeripari miniszter volt.

## Halála
A Hysni Kapo mellé rendelt, egészségügyi állapotáért felelős orvoscsoport egyik tagja volt a tiranai állami kórház kardiológusa és párttitkára, a rendszerváltás utáni albán politikai élet meghatározó alakja, Sali Berisha. Kapo 1979 nyarán pogradeci nyaralása alkalmával elviselhetetlen hát- és gyomorfájdalmakra panaszkodott. Miután az albán orvosi konzílium a diagnózist illetően sem jutott egyezségre, Hoxha úgy döntött, hogy Kapót egy párizsi orvoscsoportra bízza. A francia fővárosban Kapónál hasnyálmirigyrákot diagnosztizáltak, és már soha nem tért vissza Albániába. Bár életéért mindent megtettek francia orvosai, a műtéti megoldást is megkísérelték, szeptember 23-án azonban egy párizsi klinikán meghalt.
Közvetlenül halála után, majd a rendszerváltást követően ismét lábra kapott az értesülés, hogy Kapo halálában Hoxha keze is benne volt, és valójában a pártfőtitkár utasítására az albán államrendőrség, a Sigurimi mérgezte meg őt. Hoxha hozzáférhető és részben publikált naplói alapján azonban valószínűsíthető, hogy Kapo azon kevesek közé tartozott, akiknek az élete természetes halállal ért véget. Ugyanakkor a kommunizmus évtizedeiben ugyancsak fontos politikai szerepet vállaló Dritëro Agolli egy későbbi nyilatkozatában úgy ítélte meg, hogy amennyiben életben marad, a szintén „régi bajtárs” Mehmet Shehuhoz hasonlóan Kapo sem kerülhette volna el a leszámolást.
Halála után Vlora egyik terén monumentális bronzszobrot emeltek Hysni Kapo tiszteletére.